# Plaza Santa María Foris Portam
Plaza Santa María Foris Portam (en italiano: Piazza Santa Maria Foris Portam, también conocida como Piazza Santa Maria Bianca o Piazza della Colonna Mozza) es una plaza ubicada en la ciudad de Lucca, en la región de Toscana, Italia. Esta plaza es conocida por albergar la Iglesia de Santa María Forisportam y una antigua columna romana conocida como la "colonna mozza". 

## Historia
El nombre de la plaza se debe a que, en relación con la muralla romana, se encontraba fuera de una de las puertas de acceso a la ciudad, de ahí el término "foris portam" (fuera de la puerta). Más tarde, la plaza fue incorporada dentro de las murallas medievales, construidas en el siglo XII. 
La Iglesia de Santa María Forisportam, ubicada en la plaza, fue edificada también en el siglo XII, y su estructura de mármol blanco le dio el nombre alternativo de "Piazza Santa Maria Bianca". 
La iglesia, situada en la parte oriental de la ciudad, fue registrada por primera vez en el siglo VIII y reconstruida antes del siglo XIII. A pesar de las numerosas modificaciones entre los  siglos XVI y XVIII, la iglesia conserva características medievales tanto en su estructura como en su mobiliario. La mayoría de las pinturas datan de este período, incluyendo dos obras de Guercino y otras piezas importantes.  

## La Colonna Mozza
La plaza también es conocida como "Piazza della Colonna Mozza" por la presencia de una antigua columna con capitel de mármol en estilo románico, aunque no está completa. Esta columna, colocada en el siglo XII y probablemente procedente del desmantelamiento del anfiteatro romano de la ciudad, se utilizaba como meta de llegada en la famosa "corsa dei berberi", una carrera de caballos no herrados que comenzaba en la Puerta San Donato y terminaba en la columna, atravesando varias calles importantes de Lucca. Esta carrera se celebró desde el siglo XII hasta el siglo XVI y fue tan conocida que incluso Lorenzo de Médici y otros personajes ilustres enviaron sus caballos para competir. 
Recientemente, se llevaron a cabo trabajos de restauración en la columna mozza, que incluyeron su limpieza y la aplicación de una sustancia protectora para mejorar su conservación. Alrededor de la columna se colocaron bancos y jardineras, creando una pequeña oasis urbana para el disfrute de ciudadanos y turistas. 

## Palacios Notables
En la plaza se encuentra el Palazzo Tommasi, anteriormente conocido como Palazzo Sirti y luego Palazzo Mansi, construido hacia finales del siglo XVII. Este palacio, junto con otros imponentes edificios alrededor de la plaza, fue en su tiempo una lujosa residencia de las ricas y poderosas familias de mercaderes de la ciudad. En 2019, el Palazzo Tommasi fue adquirido por una sociedad con sede en Milán que encargo la tarea de restauración del palacio, dirigidos por el arquitecto Andrea Gualtierotti, comenzaron a mediados de julio de 2019 y se centraron inicialmente en la renovación de las fachadas y las cubiertas. 